# Preddiplomsko obrazovanje
Preddiplomsko obrazovanje jest obrazovna razina po završetku koje se stječe zvanje tercijarnog prvostupnika (stručnog ili sveučilišnog). Stoga je u mnogim predmetima i mnogim obrazovnim sustavima preddiplomsko obrazovanje prvi, početni stupanj visokoškolskog obrazovanja sve do zvanja bakalaureusa kao što je to u SAD-u gdje se sveučilišna ulazna razina naziva preddiplomskom dok se studenti viših studija nazivaju diplomcima. U nekim drugim obrazovnim sustavima i predmetima preddiplomsko obrazovanje obuhvaća čitavu obrazovnu razinu sve do zvanja magistra kao što je to slučaj s nekim znanstvenim studijima u Britaniji i nekim medicinskim studijima u Europi.

## Više informacija
- akademski naziv
- sveučilišni prvostupnik
- bolonjski proces
- doktorat
- visoko obrazovanje
- magistar
- poslijediplomsko obrazovanje